# 尤尔根·克洛普
尤尔根·诺伯特·克洛普（德語：Jürgen Norbert Klopp，德語發音：[ˈjʏʁɡn̩ ˈklɔp] ⓘ，1967年6月16日—）是一名德國前足球員，司職前鋒。球員生涯只在低組別球隊打滾，退役後擔任教練，帶領緬恩斯歷來首次升班德甲，2008至2015年間執教德甲球會多特蒙德，帶領球隊奪取德甲2連霸、德國杯冠軍等榮譽，讓當時的大黃蜂成為德甲唯一能撼動拜仁慕尼黑的爭冠球隊， 是現今足壇公認最佳教練之一。2015至2024年執教英超球隊利物浦，并在2018/19年賽季帶領利物浦连夺「國際三冠王」（歐洲冠軍聯賽、歐洲超級盃和世界冠軍球會盃冠軍）。之后又於2019/20帶領利物浦奪得球隊史上首個英超冠軍（同时也是时隔三十年再夺英格兰顶级联赛冠军）。
克洛普最大特色為激情四射，在場邊會做出誇張有趣的大動作慶祝進球或惋惜未能得分的射門，並與現場球迷互動激勵士氣，是個善於鼓動球員與球迷氣氛的教練。同時球隊射十二碼時克洛普習慣背對球場，射完等待現場球迷的反應才回頭至球場。生性幽默，也常在媒體前妙語如珠，很受采访媒體喜愛。

## 生平

### 球員生涯
高普的球員生涯大部份時間在緬恩斯渡過，由1989年開始效力，直至2001年退役，期間球隊一直位處德乙的中游位置。高普初時擔任前鋒，於1995/96年球季開始移後成為一名後衛。1997年，緬恩斯在德乙最後一場比賽對上禾夫斯堡，緬恩斯只需勝出便能升班。然而高普在後場跌倒使禾夫斯堡的斯文·拉提克攻入奠勝一球，最終緬恩斯4-5敗於禾夫斯堡，無緣晉升德甲。期間高普為緬恩斯上陣325場，打入52球。

### 教練生涯

#### 緬恩斯
高普在球員生涯時期已在法蘭克福大學修讀運動科學，他的畢業論文以「竞走」（walking）為題。退役後高普留在緬恩斯擔任主教練，執教長達8年。首兩年即帶領球隊沖擊升班資格，惟僅差一線均以第4位未能成功，2001/02年球季與第二及第三位的比勒費爾德及波琴相差1分；而2002/03年球季更僅以1個得失球差不及法蘭克福而與升班擦身而過。2003/04年球季幸運之神終於降臨緬恩斯，球隊以得失球差壓倒科特布斯取得第三位，高普成功帶領緬恩斯首次登陸德甲，其時他在科隆德國體育大學完成足球教練牌照課程，但仍須繼續修讀德甲主教練所需的甲級教練牌照課程。
升班首季緬恩斯取得第11位的成績，更透過「公平競技榜」（UEFA Fair Play ranking）獲得歐洲足協盃的參賽資格。在資格賽的首兩圈緬恩斯分別擊敗亞美尼亞的米卡及冰島的凱夫拉維克，惟進入主賽圈第一圈便被西甲的西維爾淘汰，最終西維爾更贏得該屆的冠軍錦標。2005/06年球季緬恩斯同樣取得第11位，但翌季球隊終於以第16位尾三的成績降班返回德乙，高普隨隊降班繼續留任。
降班後首季緬恩斯再次在升班競逐中飲恨，以2分之差不及第二及第三位的賀芬咸及科隆，未能即時重返德甲行列，高普亦下堂求去。

#### 多蒙特
2008年5月高普獲聘為德甲球會多蒙特的主教練，簽約兩年，球隊上季在托马斯·多尔帶領下僅取得使人失望的第13位成績。高普隨即帶領球隊贏得個人執教生涯首個錦標，以2-1擊敗拜仁慕尼黑取得德國超級盃。任教首個球季多蒙特取得第六位，未能取得歐洲賽的參賽資格。翌季球隊戰績改善取得第五位，並取得歐霸盃附加賽參賽資格。
多特蒙德在歐霸盃附加賽輕鬆淘汰阿塞拜疆的卡拉巴克（Qarabağ FK）晉級分組賽。2010/11年球季多蒙特在德甲表現令人眼前一亮，2010年12月6日作客2-0擊敗紐倫堡，取得連續8場客勝，更將榜首優勢擴大至10分，提早三輪賽事鎖定半程冠軍。该赛季多蒙特顺利夺得德甲冠军。紧接着的2011/12年球季，多蒙特以81分的积分蝉联德甲冠军，这一积分也打破了德甲历史上的赛季积分纪录。2012年5月12日，克洛普带领多蒙特以5比2击败拜仁慕尼黑，夺得德国杯冠军。这也是多蒙特俱乐部历史上的首个双冠王。
2012/13年球季，多蒙特被老对手拜仁慕尼黑擊敗，未能締造聯賽三連冠。雖然在歐冠盃四強，凭借两回合4比3的成绩，淘汰皇家马德里，进入欧洲冠军联赛决赛。但在5月26日的决赛中，球队1比2再次负于拜仁，最终获得亚军。
雖然高普帶領大黄蜂軍團兩度打破拜仁壟斷成為聯賽冠軍，但面對作為長勝將軍的後者在往後的日子始終毫無辦法。在2013/14年球季繼續受制於拜仁後，於接下來的2014/15年球季開局的表現更是兵敗如山倒，一度排德甲榜尾，至聖誕冬歇期過後才漸有起色。2015年4月15日，高普以自己已不再是最適合的教練人選為理由，宣佈於此球季結束後離隊。但球隊反而因此而有驚喜，於德国足协杯的四強擊敗拜仁慕尼黑，晉身決賽，可惜多蒙特在5月30日舉行的決賽以1比3不敵禾夫斯堡，未能以冠軍送別這名功勳教練。
高普不但令多蒙特重新煥發昔日的霸氣，他精準的眼光和正確的戰術亦成為大黄蜂軍團成功的關鍵。不少球員在他培育下，由名不經傳成為巨星級球員，如早期的巴列奧斯、紐尼·沙軒、香川真司、葛斯、利雲度夫斯基，以及羅伊斯、曉姆斯、根度簡等。

#### 利物浦
2015年10月8日，高普出任利物浦領隊（接手時利物浦於聯賽排名第10名），並簽約3年。高普出任利物浦領隊不滿1季，就帶領球隊打入聯賽盃和歐霸盃決賽，但最後於兩項決賽都落敗，當季聯賽則以第8名收尾。
2016年7月，利物浦俱樂部和克洛普續約6年，合約將到2021/22年球季結束。2016/17年球季，是高普執教利物浦的首個完整賽季。紅軍在季中一度高居聯賽榜首，然而後來受到傷兵因素影響導致排名滑落。直到最後1輪聯賽，才以積分76分驚險保住第4名，晉級來季歐聯附加賽。
2017/18年球季，利物浦成功通過歐聯附加賽晉級到小組賽階段，這是高普首次帶領利物浦進軍歐聯，也是紅軍睽違2季後重返歐聯正賽。在歐聯小組賽中，利物浦踢出3勝3和，進球數23球〈在參賽的32隊中僅次於巴黎聖日耳門〉的成績，順利以小組第1位晉級16強淘汰賽，這也是利物浦繼2008/09年球季後，再次殺入歐聯淘汰賽。紅軍在16強遇上來自葡超的波圖，以兩回合總比分5比0輕騎過關。來到8強賽，面對同聯賽的曼城，踢完兩回合，紅軍再以5比1的總比分力退藍月亮，殺入4強賽。面對4強賽對手羅馬，兩回合戰罷，利物浦以7比6力克對手，時隔11年後再次殺入歐聯決賽。可惜在決賽中，紅軍以1比3敗給皇家馬德里，克洛普盃賽決賽戰績延續了連敗紀錄，达到6連敗。儘管無緣大耳盃，不過德國人仍率領利物浦取得聯賽第4名，連續2季鎖定歐聯小組賽資格。
2018/19年球季，克洛普迎來執教生涯巔峰。利物浦在英超拉出不敗狂潮，僅在伊提哈德球場被曼城2-1擊敗，但吞下過多和局，雖最終取得高達97分締造隊史英超新猷，仍以1分之差飲恨屈居亞軍，也打破五大聯賽最高分聯賽亞軍紀錄。利物浦在歐冠小組賽主場全勝但客場全敗，在與拿坡里同分且2回合都是1-0下，以進球數驚險壓過對手進入16強，並接連淘汰拜仁慕尼黑與波爾圖，準決賽面對巴塞隆納更締造了不可思議的「讓三追四」大逆轉，最終6月1日決賽憑穆罕默德·沙拿及迪沃克·奥里吉各入一球，以2比0擊敗熱刺第6度奪得大耳盃，取得執教紅軍後首個冠軍。歷經3次歐聯決賽之後，高普終於在此役收獲他個人執教生涯首座歐聯冠軍獎盃，並結束他個人各項賽事決賽的6連敗尷尬紀錄。
2019/20年球季，克洛普帶領紅軍高歌猛進，先是在歐洲超級盃擊敗上屆歐霸冠軍切爾西斬獲冠軍，於聯賽中更拉出更加狂猛的26勝1和，直到客場被沃特福德3-0擊敗。2019年12月13日，利物浦宣佈和克洛普延長合約至2023/24年球季結束。2019年12月21日，利物浦在世界冠軍球會盃決賽以1比0擊敗巴西勁旅法林明高，取得球隊史上首個世界冠軍球會盃，成為首支英格蘭球隊於同年分別取得歐冠、歐洲超級盃及世界冠軍球會盃冠軍的球隊。儘管歐冠16強被馬體會雙殺衛冕夢碎，COVID-19疫情爆發無限期中斷賽季，利物浦仍等到了屬於他們的榮耀。2020年6月26日，由於次席的曼城於英超賽事作客1-2不敵車路士，令利物浦在領先23分下，提前7輪封王。在上季以1分飲恨下，高普終於帶領利物浦奪得球隊史上首個英超冠軍，同時該季還拿下了99分，比上季更進步了些。
2020/21年球季，由於利物浦副隊長、後防大將范戴克膝蓋韌帶撕裂賽季報銷，進而引發一連串骨牌效應，利物浦聯賽排名自第1名滑落，一度跌至第8；不過賽季臨近結束時，紅軍奮起直追，最終以第3名保住歐冠席次。
2021年10月24日，利物浦作客老特拉福德挑战曼联，克洛普迎来执教利物浦的第229场英超比赛，成为利物浦队史执教英超场次最多的教练。最终利物浦5-0大胜对手。
2022年4月28日，克洛普与利物浦达成协议，他与俱乐部的合约将延长两年至2024年。
2024年1月26日，克洛普宣布會在2023-24賽季結束後離任利物浦主帥一職。2024年2月，在队内伤病频发的不利局面下，他带领利物浦在联赛杯决赛中战胜切尔西，获得其担任利物浦主教练任内的最后一座冠军。尽管彼时利物浦在其它赛事都还有夺冠可能（英超积分榜领先、足总杯与欧洲联赛未被淘汰），但3月17日，利物浦在足总杯中意外被死敌曼联加时赛逆转淘汰；进入四月后，伤员渐渐复出的利物浦反而在五轮英超联赛中仅能取得一胜，包括2:2战平死敌曼联及0:2负于邻近死敌埃弗顿；期间，利物浦又在欧洲联赛四分之一决赛首回合主场0:3惨败亚特兰大，最终遭到淘汰。随着英超卫冕冠军曼城在5月11日战胜富勒姆，利物浦在英超彻底失去夺冠的理论可能性，克洛普也无缘用一座英超冠军奖杯告别利物浦的执教生涯。
克洛普最终在利物浦共执教九个球季，拿下八座冠军奖杯。

### 红牛集团
2024年10月9日，奥地利红牛集团宣布将聘任克洛普担任红牛足球部门的全球负责人，他将于2025年1月1日起任职，為期四年。他将负责红牛名下多支足球俱乐部的管理统筹。

### 電視
自2005年開始，高普在德國電視二台擔任足球評論員，主要評述德國國家隊的賽事。2006年10月20日高普在「德國電視大獎」（Deutscher Fernsehpreis）中的「最佳體育節目」類別獲獎。其評述工作直到2008年歐國盃後才結束，其後由簡尼繼承其席位。於2010年世界盃在南非舉行期間，高普重返螢光幕，在RTL電視台與君特·耀赫拍檔評述賽事。

## 私人生活
高普有兩段婚姻，育有2名兒子。第一个儿子馬克（Marc Klopp），曾效力多蒙特二隊，后因傷患提早结束职业生涯。初任教多蒙特時，高普居於多特蒙德東部翁纳县的翁纳（Unna），自2009年高普遷居到多特蒙德南部鲁尔区的黑尔德克（Herdecke），同區亦有多名多蒙特球員居住，而其在翁纳的舊居則由多特蒙德前鋒（Nelson Valdez）承租。克洛普在執教利物浦時的住处是位于利物浦附近的沣比，而该套房产的前任业主正是上一任利物浦主教练罗杰斯；目前该套房产已被利物浦足球俱乐部买下，作为克洛普及今后的主教练公寓使用。
後來，高普離開利物浦後就前往西班牙馬略卡島居住。據了解，高普於兩年前已經用340萬英鎊在馬略卡島購買了一棟別墅，並進行重新裝修，就是希望當卸任利物浦領隊一職後，就全家搬到這裡居住。
2008年高普獲「正確視力基金會」（Kuratorium Gutes Sehen）選為「年度配帶眼鏡人士」（Spectacle Wearer of the Year）。而高普亦推出其稱為「教練 K」（Instructor K）的服裝系列。

## 執教球隊榮譽
多蒙特
- 德國甲組足球聯賽冠軍：2010–11、2011–12
- 德國盃冠軍：2011–12
- 德國超級盃冠軍：2013、2014[10]

 利物浦
- 英格兰足球超级联赛冠軍：2019–20
- 英格蘭聯賽盃冠軍：2021–22、2023–24
- 英格蘭足總盃冠軍：2021–22
- 英格蘭社區盾冠軍：2022
- 欧洲冠军联赛冠军：2018–19
- 欧洲超级杯冠军：2019
- 世界冠軍球會盃冠军：2019

## 個人獎項
- 德國足球年度最佳教練：2011、2012[11]、2019
- 英格兰足球超级联赛月度最佳教练（英语：Premier League Manager of the Month）：2016.09、2018.12、2019.03、2019.08、2019.09、2019.11、2019.12、2020.01、2021.5[12]
- FIFA年度最佳教練: 2019、2020
- 《11人》金球獎年度最佳教練: 2018-2019
- 英格蘭足球聯賽領隊協會年度最佳領隊: 2020，2022
- 英超年度最佳教練: 2019-2020、2021-2022

## 外部連結
- Jürgen Klopp profile （页面存档备份，存于） at the Liverpool F.C. website
- 袓根•高普的Instagram帳戶